# The Righteous Revenge
The Righteous Revenge ("A vingança honrada") foi o primeiro filme gravado na Coreia, dirigido por Kim Do-san em 1919.